# S/S Brevik
Brevik, senare Express II och Waxholm, var ett svenskt ångfartyg byggt på  Eriksbergs Mekaniska Verkstads AB i Göteborg 1909 för Fastighets AB Lidingö-Brevik för att trafikera traden Brevik–Stockholm i syfte att tillhandahålla lokaltrafik till Stockholm centrum för det nybygga bostadsområdet i Brevik. Fartyget övertogs 1913 av Waxholms Ångfartygs AB, döptes om till Express II och byggdes om för skärgårdstrafik. Då Waxholmsbolaget kommunaliserades 1964 överfördes fartyget till det nya bolaget med det nya namnet Waxholm. Waxholm förblev bolagets flaggskepp tills hon totalförstördes i en brand i Stavsnäs i mars 1978.

## Bakgrund

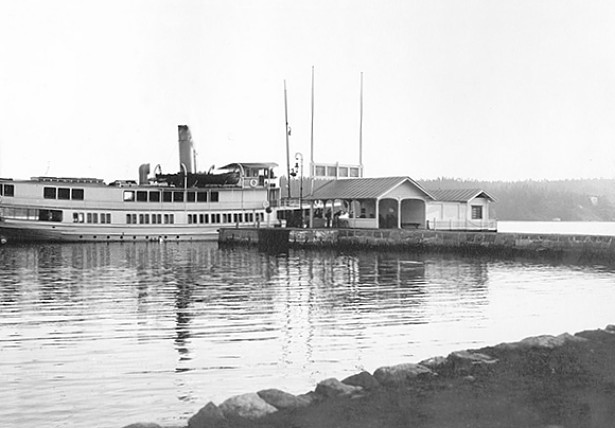
S/S Brevik vid Breviks brygga 1909.

Till villastaden i Brevik på Lidingö som exploaterades av Fastighets AB Lidingö-Brevik i början av 1900-talet ville bolaget tillhandahålla snabba kommunikationer till och från Stockholm för att öka områdes attraktivitet bland potentiella husköpare. Det första fartyget beställdes i juni 1908 på Eriksbergs Mekaniska Verkstads AB i Göteborg. Kontraktspriset var 200 000 kr och fartyget döptes till Brevik. Fartyget fick en påkostad inredning i jugendstil. Övre däck bestod av stora salonger och utan det för den tidens ångfartyg traditionella promenaddäcket, fartyget utrustades istället med ett stort främre utedäck.

## Trafik
Brevik levererades i juli 1909 och sattes i trafik på den relativt korta rutten mellan Breviks centralbrygga och Nybrokajen i Stockholm. Efter bara några år bedömdes fartyget inte vara ekonomiskt för rutten och efter ett kort försök i konkurrens med Waxholmsbolaget med trafik på traden Stockholm–Vaxholm–Oskar-Fredriksborg under 1912–1913 såldes Brevik till Waxholmsbolaget. Waxholmsbolaget lät bygga om fartyget med matsal och promenaddäck på övre däck och satte henne i trafik i skärgården till hösten 1913.
Då Vaxholms kommun övertog Waxholmsbolaget 1964 ingick Express II i övertagandet. Fartyget döptes dock om till Waxholm. Waxholm trafikerade därefter även fortsättningsvis året runt i skärgården.

## Brand och skrotning
Den 12 mars 1978, då Waxholm ligger förtöjd för natten i Stavsnäs vinterhamn bryter brand ut ombord. Besättningen lyckas rädda sig iland men förtöjningstrossarna brinner av när brandkåren börjar spruta vatten på fartyget. Waxholm driver ut från kajen och kan inte nås av brandförsvaret i land. Fartyget brinner ut till ett sotigt stålskellet och bedöms inte möjlig att reparera. Vraket av Waxholm bogseras till Stockholm och skrotas några år senare.